# Reichsburg Kyffhausen
Die Reichsburg Kyffhausen ist eine mittelalterliche Burgruine im Kyffhäusergebirge auf dem 439,7 m ü. NN hohen Kyffhäuserburgberg in der Gemarkung Steinthaleben der Gemeinde Kyffhäuserland unweit der Stadt Bad Frankenhausen im Kyffhäuserkreis, Thüringen, nahe der Grenze zum ebenfalls thüringisch geprägten Teil Sachsen-Anhalts.
Bei der Reichsburg handelt es sich um drei einzelne, durch Abschnittsgräben voneinander getrennte mittelalterliche Befestigungen. Diese Burgen werden Ober-, Mittel- und Unterburg genannt. Bei einer Länge von über 600 und einer Breite von rund 60 Metern bilden sie gemeinsam eine der größten Burganlagen Deutschlands. Zusammen mit dem Burgmuseum und dem im Burggelände befindlichen Kyffhäuserdenkmal ist die Burg eines der am stärksten besuchten Fremdenverkehrsziele in Deutschland, das besonders durch die Barbarossa- oder Kyffhäusersage weithin bekannt ist.

## Geographische Lage
Die Ruine der Reichsburg Kyffhausen liegt im Kyffhäusergebirge im Naturpark Kyffhäuser – etwa 300 m südlich der Parknordgrenze. Sie befindet sich auf dem Kyffhäuserburgberg (439,7 m ü. NN), einem rund 800 m langen Ostausläufer des Gebirges etwa drei Kilometer nordöstlich des im thüringischen Kyffhäuserkreis gelegenen Steinthalebener Ortsteils Rathsfeld und südlich von Sittendorf und südwestlich von Tilleda, die zur Stadt Kelbra (Landkreis Mansfeld-Südharz, dem thüringisch geprägten Teil Sachsen-Anhalts) zählen. Der Höhenunterschied zwischen dem Kyffhäuserburgberg (439,7 m ü NN) und der Goldenen Aue (ca. 160 m ü. NN) beträgt etwa 280 m.
Von der Burganlage und besonders dem Denkmal aus hat man einen weiten Blick Richtung Nordwest bis Nordost über die Goldene Aue, den dahinterliegenden Südharz, mit Ravensberg, Stöberhai, Poppenberg, Auersberg, und dem hinter diesen Bergen aufragenden höheren Wurmberg und Brocken. Im Osten sieht man den Ziegelrodaer Forst mit den dahinteraufragenden Windrädern der Querfurter Platte und manchmal auch die aufragenden Rauchwolken der Kraftwerke Teutschenthal und Schkopau. Im Süden erstreckt sich der tiefe Einschnitt des Wolwedatals.

## Geschichte der Burgen

### Besiedlung des Berges in ur- und frühgeschichtlicher Zeit
Die Besiedlung des nach Süden, Osten und Norden hin steil abfallenden Burgberges setzte nach Ausweis der archäologischen Funde möglicherweise bereits im Neolithikum ein, doch könnten die geborgenen Steingeräte, sogenannte Schuhleistenkeile, auch erst in mittelalterlicher Zeit als Abwehrmittel gegen Blitzschlag hierher verbracht worden sein. Keramik- und Metallfunde der Bronzezeit stammen vermutlich aus zerstörten Grabhügeln auf dem weithin sichtbaren Bergsporn. In mehreren Ausgrabungsschnitten in der Oberburg wurden 1937/38 die Reste einer Befestigung aus der älteren Eisenzeit (Hallstatt D–Latène A (B)/„Thüringische Kultur“ des 6./5. Jahrhunderts v. Chr.) angetroffen. Eine Steintrockenmauer verlief weiter talabwärts als die mittelalterlichen Mauern. Den vorgeschichtlichen Siedlungsresten nach zog sich die besiedelte Fläche weit den Hang hinunter. Aus der bis zu einem halben Meter starken Kulturschicht mit zahlreichen Keramikfunden stammt auch der Fund einer Lage verbrannten Getreides. Ein solcher Fund wird meist als Überrest kultischer Handlungen gedeutet. Diese Deutung ist jedoch nicht eindeutig gesichert.

### Anfänge der mittelalterlichen Burg bis zur ersten Zerstörung 1118
Die Anfänge der Burg sind weitgehend ungeklärt, da die schriftlichen Quellen zur Burg erst spät einsetzen und insgesamt spärlich sind. Ihre Errichtung wird aber zweifellos in einem engen Zusammenhang mit der Verwaltung und Sicherung des umfangreichen Reichsgutes im südlichen Harzvorland und der Goldenen Aue und dem Schutz der nur zwei Kilometer entfernt gelegenen Pfalz Tilleda stehen.
Zum Jahr 1118 wird in den schriftlichen Quellen von der Zerstörung des castrum … Cuphese durch den sächsischen Herzog Lothar von Supplinburg berichtet. Die Einnahme der von einer königstreuen Besatzung verteidigten Burg erfolgte im Zuge der Auseinandersetzungen sächsischer Fürsten mit dem römischen Kaiser und deutschen König Heinrich V. nach dessen Niederlage in der Schlacht am Welfesholz im Jahre 1115. Die Nachricht ist zugleich die erste schriftliche Erwähnung der Burg. Ihre Errichtung dürfte damit bereits im 11. Jahrhundert wohl in der Regierungszeit des deutschen Königs Heinrich IV. erfolgt sein, im Bereich der Oberburg nach Ausweis der Funde eventuell sogar bereits im späten 10. Jahrhundert.

### Kyffhausen als staufische Reichsburg
Nach der Zerstörung 1118, die sich auch in einer bei den Ausgrabungen an mehreren Stellen in der Unterburg angetroffenen Brandschicht zeigte, erfolgte ein rascher und umfangreicher Wiederaufbau wohl schon in der Regierungszeit König Lothars von Supplinburg, der unter Friedrich I. Barbarossa abgeschlossen wurde. Ob Barbarossa während seiner Aufenthalte in der Pfalz Tilleda wie 1174 auch auf der Reichsburg Kyffhausen weilte, kann nur vermutet werden. Im 12. und 13. Jahrhundert erlebten die drei unmittelbar aufeinanderfolgenden Burgen den Höhepunkt ihrer Bedeutung. Dieser dokumentiert sich zum einen in der Zahl und Qualität der in dieser Zeit errichteten Gebäude und zum anderen in den zahlreichen und qualitätsvollen Metallfunden wie zum Teil vergoldeten Bronze- und Kupfergegenständen aus der Oberburg, der offenbar die Funktion einer Kern- oder Hauptburg zukam. Allerdings sind für diese Zeit keine Herrscheraufenthalte mehr bezeugt. In den Quellen werden für die Mitte des 12. Jahrhunderts bis zur ersten Hälfte des 13. Jahrhunderts lediglich Reichsministerialen wie die späteren Herren von Mildenstein genannt, die die Burg und das Tafelgut verwalteten.
Die bereits durch die Verwendung des Konglomeratschichten führenden Kyffhäuser-Sandsteines blassrot erscheinenden Mauern hatten in der Stauferzeit mindestens zweimal zusätzlich rotfarbige Putzschlämme erhalten. Nachdem solche dünnen Putze bereits bei den Untersuchungen in den 1930er Jahren an den Ringmauern der Ober- und Unterburg beobachtet worden waren, konnten sie 1995 erneut und nun auch an anderen Gebäuden im Burgbereich, insbesondere an der Burgkapelle der Unterburg, nachgewiesen werden. Der Farbe Rot, die auch andere Reichsburgen und Bauten Kaiser Friedrich I. Barbarossas wie das Augustiner-Chorherrenstift in Altenburg, die sogenannten „Roten Spitzen“, auszeichnete, kam eine besondere symbolische Bedeutung zu. Sie sollte den kaiserlichen Bauherren signalisieren und wird die optische Wirkung der Burg auf dem unbewaldeten, abgeholzten Bergrücken enorm gesteigert haben.

### Die Burg im späten Mittelalter

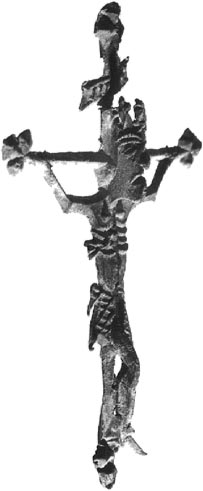
Kruzifixus (Pilgerzeichen?) von der Unterburg

Bereits am Ende des 13. Jahrhunderts verlor die Burg ihre strategische Bedeutung für das Königtum und erlebte in der Folgezeit mehrfache Besitzerwechsel. Nachdem die Grafen von Rothenburg als Inhaber der Burggrafschaft ausstarben, übertrug
König Rudolf von Habsburg dem Grafen Friedrich V. von Beichlingen das Amt des königlichen Burggrafen. Im Jahr 1375 mussten die Grafen von Beichlingen die Burg Kyffhausen von den Landgrafen von Thüringen aus dem Haus Wettin zu Lehen nehmen. Aber bereits 1378 verpfändete der Landgraf von Thüringen die Burgen Rothenburg und Kyffhausen für 970 Mark an die Grafen von Schwarzburg. Trotz des vereinbarten Rückkaufrechts kamen beide Burgen nicht mehr in den Besitz der Landgrafen von Thüringen. 1407 erhielten die Grafen von Schwarzburg-Rudolstadt das Lehen über die Burg und lösten somit die Grafen von Beichlingen ab.
In der Düringischen Chronik des Johannes Rothe († 1434) wird Kyffhausen als „wustes sloz“ bezeichnet. Lediglich in der Unterburg wurde die Kapelle nochmals wiederhergestellt und 1433 als Wallfahrtskapelle „Zum heiligen Kreuz“ geweiht. Davon zeugen neben dem Bau selbst auch mehrere Bestattungen und die Funde von Pilgerzeichen. Spätestens mit der Reformation verlor auch dieses regionale Wallfahrtszentrum an Bedeutung, und der Berg wurde bis zum Bau des Kyffhäuserdenkmals lediglich durch einen seit dem 15. Jahrhundert betriebenen Steinbruch genutzt.

### Die Nutzung des Geländes in der Neuzeit
Im Zusammenhang mit der weiteren Verbreitung der Barbarossa-Sage z. B. in einem 1519 erschienenen Volksbüchlein steht das mehrmalige Erscheinen sogenannter „falscher Friedriche“. Am bekanntesten ist der Auftritt eines Schneiders aus Langensalza im Jahr 1546, der sich als Kaiser Friedrich ausgab und in den Ruinen der Burg „residierte“.
Bereits im Zeitalter der Klassik, noch mehr aber in der Romantik entwickelte sich die Ruine zu einem touristischen Anziehungspunkt. 1776 wanderten Johann Wolfgang von Goethe und Herzog Carl August von Sachsen-Weimar auf dem Kyffhäuser. Im frühen 19. Jahrhundert wurde der Kyffhäuser auch zum Symbol für die Freiheitsbestrebungen und die Schaffung eines deutschen Nationalstaats. 1817 veröffentlichte Friedrich Rückert sein Gedicht „Der alte Barbarossa“, das zum schulischen Allgemeingut wurde und mit dem der Kyffhäuser noch weitere Bekanntheit erlangte. Zwischen 1846 und 1848 fanden an der Ruine der Burg Burschenschaftstreffen statt. Durch den Bau des Kyffhäuserdenkmals 1890–1898 auf der Oberburg wurden deren Reste zu einem großen Teil zerstört.
Bis zur Novemberrevolution 1918 in Deutschland gehörte die Reichsburg Kyffhausen zum Fürstentum Schwarzburg-Rudolstadt, danach zum Freistaat Thüringen.

### Archäologische Ausgrabungen 1934 bis 1938

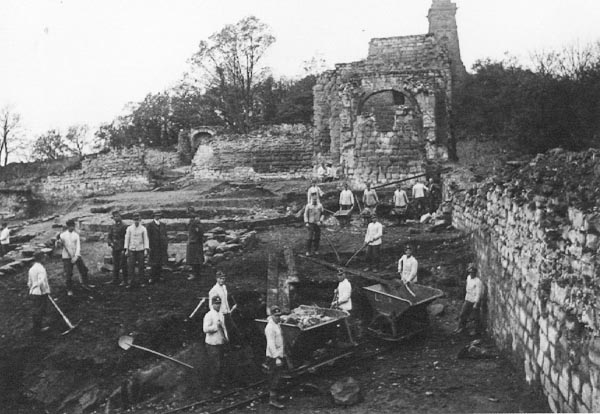
Freilegung der Kyffhäuser-Unterburg durch den Reichsarbeitsdienst 1934–36

1934 hatte der Deutsche Reichskriegerbund (Kyffhäuserbund) als Besitzer des Geländes begonnen, die beim Bau des Kyffhäuserdenkmals unbeschädigt gebliebenen Teile der mittelalterlichen Reichsburg Kyffhausen freizulegen und zu konservieren, um sie der Öffentlichkeit zugänglich zu machen. In dem Zusammenhang wurden archäologische Ausgrabungen in der Unter- (1934–1936) und in der Oberburg (1937–1938) notwendig, die unter der Leitung des Staatlichen Vertrauensmanns für die vor- und frühgeschichtlichen Bodenaltertümer Thüringens Gotthard Neumann und seiner Assistenten vom Germanischen Museum der Universität Jena durchgeführt wurden. Die 1938 abgeschlossenen Freilegungsarbeiten erfolgten unter Einsatz des Reichsarbeitsdienstes und zahlreicher freiwilliger Helfer und wurden unter großem Zeitdruck ausgeführt. Abstriche bei der wissenschaftlichen Qualität der Ausgrabungen waren daher unvermeidlich, doch erbrachten diese Grabungen trotzdem wesentliche Erkenntnisse über die Bauentwicklung und Ausstattung der Burgen im Mittelalter.
Im Verlaufe der Grabungen kam es mit Vertretern des Reichskriegerbundes zu erheblichen Differenzen bei der Interpretation der entdeckten vorgeschichtlichen Befestigungs- und Siedlungsreste. Außerdem versuchten Heinrich Himmler und die 1935 von diesem gegründete „Forschungsgemeinschaft Deutsches Ahnenerbe e. V.“ zunehmend, Einfluss auf die Untersuchungen zu nehmen. Während die ur- und frühgeschichtlichen Funde und Befunde 1940 durch die Ausgräber ausführlich vorgelegt wurden, stehen die archäologische Aufarbeitung der mittelalterlichen Baugeschichte und die Vorlage der zahlreichen und zum Teil herausragenden mittelalterlichen Funde bis heute noch aus.

### Die Burg in der zweiten Hälfte des 20. Jahrhunderts bis heute
Nach den Freilegungen in den 1930er Jahren wurden die Ruinen gesichert und teilweise wieder aufgemauert. Am Ende des Zweiten Weltkrieges gab es angeblich Pläne, das Denkmal zu sprengen, was auch die Burgruine stark in Mitleidenschaft gezogen hätte. Im Zusammenhang mit der noch einmal verstärkten touristischen Nutzung fanden auch in der DDR-Zeit beständige Sicherungsarbeiten an den Ruinen und dem Denkmal statt, die seit 1990 noch einmal verstärkt werden konnten. In dem Zusammenhang wurden in den letzten Jahren erneut kleinere Ausgrabungen und Notbergungen sowie Bauforschungen insbesondere am Barbarossaturm durchgeführt.
Die wissenschaftliche Bearbeitung der Baugeschichte der Burgen lag bis 1961 in den Händen des bekannten Burgenforschers Herrmann Wäscher. Inwieweit seine Überlegungen zum Bauablauf, Berechnungen zum Bauumfang und zur Bauleistung und Rekonstruktionsversuche noch Gültigkeit haben, kann erst nach einer ausführlichen Vorlage der archäologischen Funde und Befunde unter Einbeziehung der neueren archäologischen und baugeschichtlichen Untersuchungen entschieden werden.

## Beschreibung der Burganlage
Die gesamte Anlage gliedert sich in drei einzelne, ehemals in sich geschlossene Burgen. Sie werden als Ober-, Mittel- und Unterburg bezeichnet.

### Oberburg

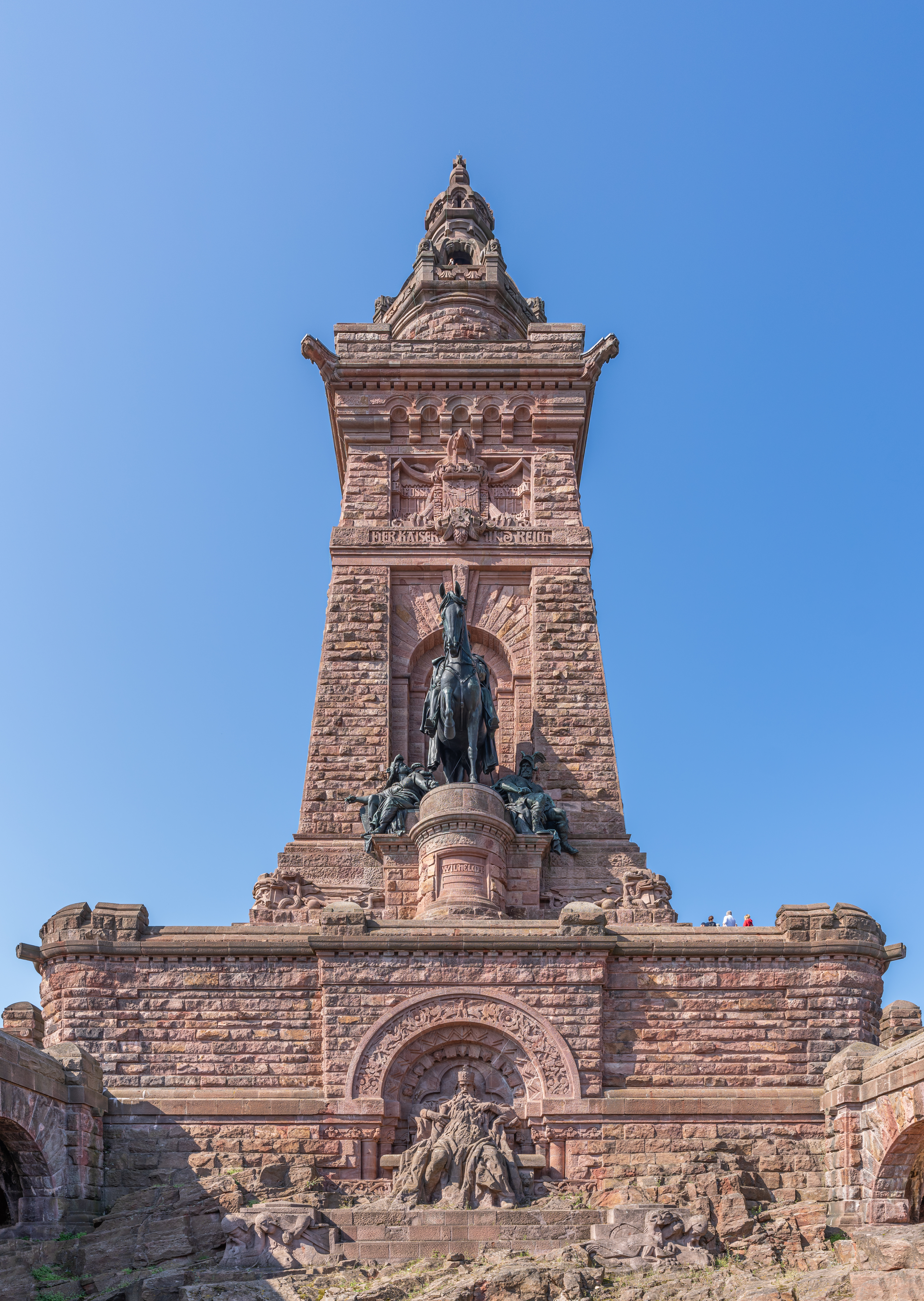
Kyffhäuserdenkmal im Bereich der Oberburg

Die Oberburg ist – anders als von Hermann Wäscher angenommen – die älteste der drei Anlagen. Sie ist nach einer Auswertung der keramischen Funde durch Wolfgang Timpel schon in der ersten Hälfte des 11. Jahrhunderts, möglicherweise sogar bereits im 10. Jahrhundert entstanden. Beim Bau des Kyffhäuserdenkmals wurde sie zu über zwei Drittel zerstört. Erhalten blieben mehrere herausragende mittelalterliche Bauten im Westen. Besonders hervorzuheben ist der quadratische Bergfried, der sogenannte Barbarossaturm. Der an der Außenschale des drei Meter starken Mauerwerks mit Buckelquadern versehene Turm ist heute noch auf einer Höhe von 17 Metern erhalten, ursprünglich soll er 30 Meter hoch gewesen sein. Wie bei nahezu allen Bergfrieden wird häufig davon ausgegangen, dass er den Burgherren als letzte Zufluchtsstätte diente. Dabei handelt es sich jedoch um einen gern gepflegten Mythos der älteren Burgenforschung. Seine eigentliche Bedeutung war neben der Verteidigungsmöglichkeit die Funktion als Symbol für Herrschaft und Macht. Zusätzlich kommt hier noch eine Wohnfunktion hinzu, die sich durch zwei Wohngeschosse mit Kaminen sowie Aborterkern zeigt. Um den Bergfried konnten mehrere Fundamentzüge und Mauern ergraben und erhalten werden, die unter anderem einen dreigeteilten Hauptwohnbau (Palas) an der Südseite und einen Küchenbau an der Nordwestseite vermuten lassen. Erhalten geblieben sind weiterhin Reste der Ringmauer und das sogenannte Erfurter Tor, ein einfaches romanisches Kammertor ohne zusätzliche Verteidigungsanlagen aus dem letzten Drittel des 12. Jahrhunderts, das gut mit ähnlichen Toranlagen auf der Runneburg bei Weißensee oder der Eckartsburg vergleichbar ist.

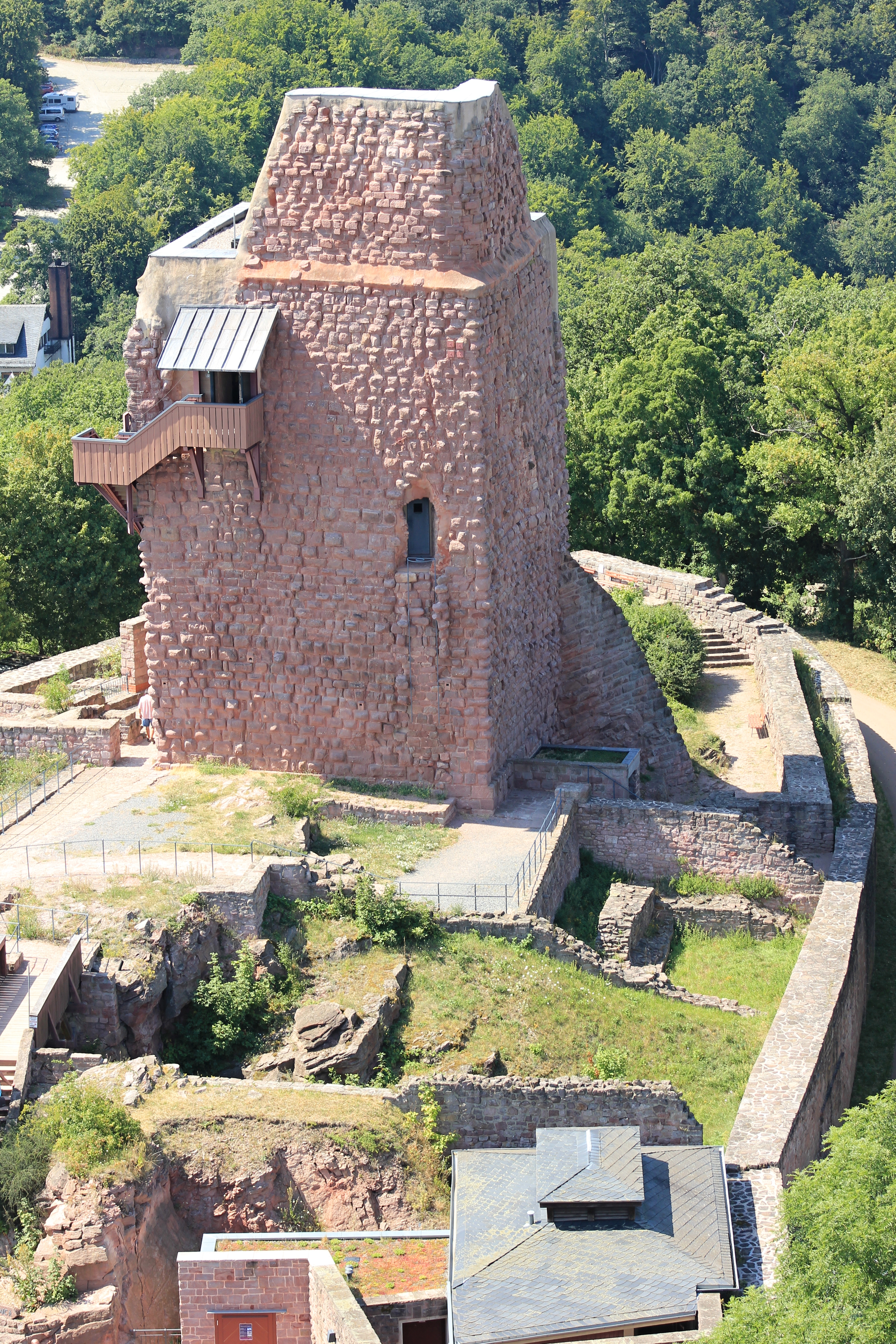
Bergfried der Oberburg

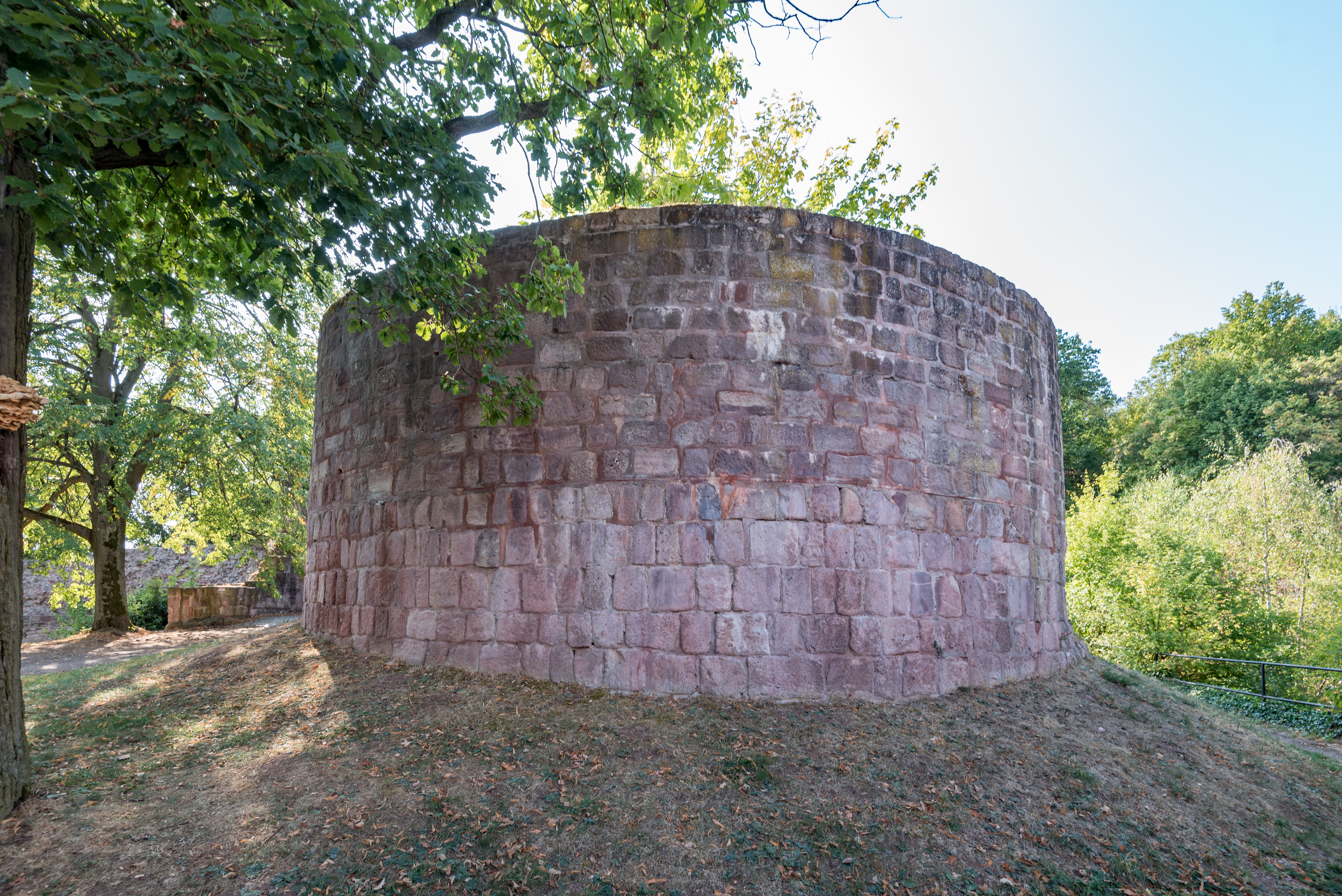
Bergfriedstumpf in der Unterburg

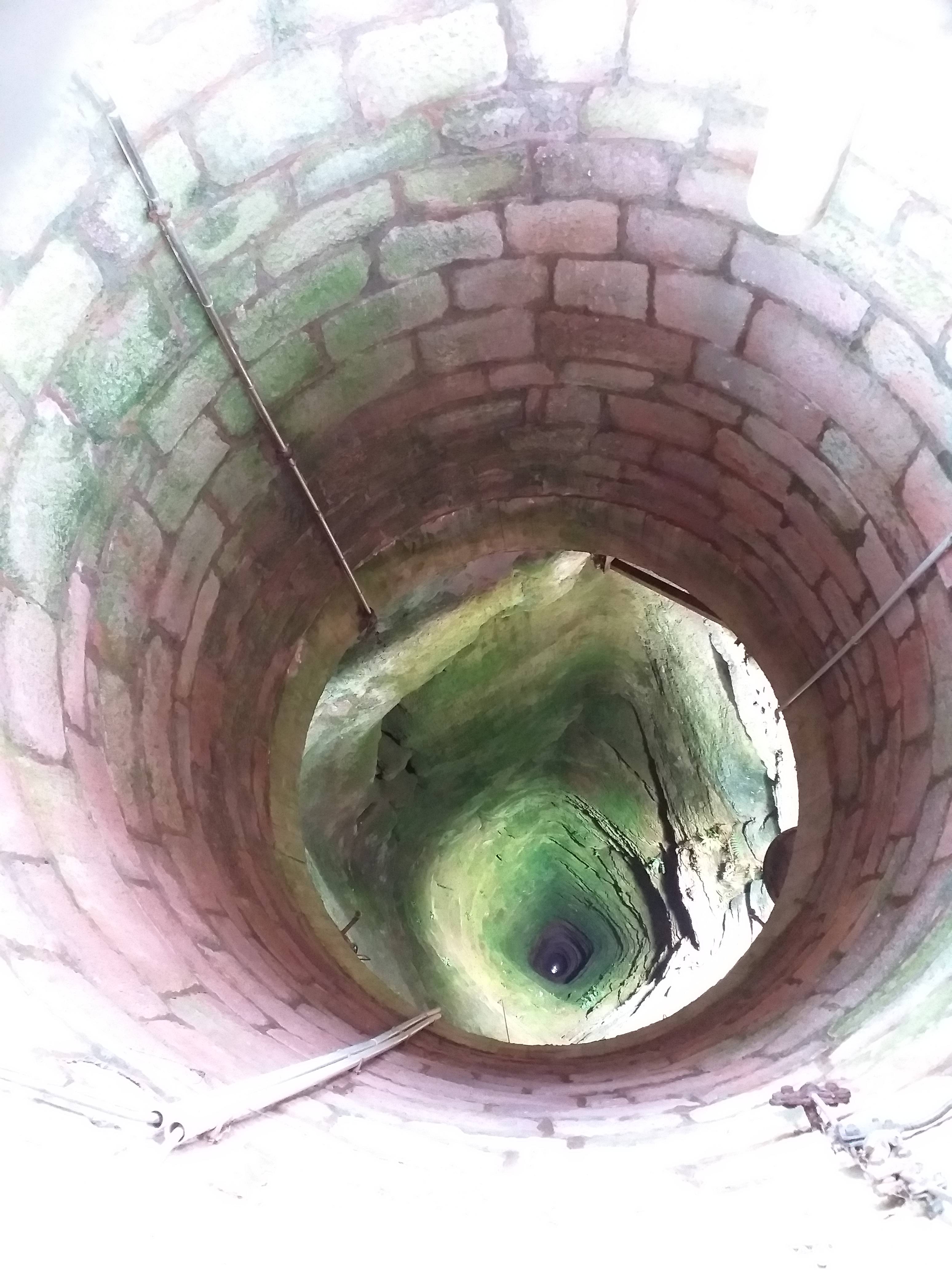
Der 176 m tiefe Burgbrunnen

Bei den Arbeiten am Kyffhäuserdenkmal wurde auch der verschüttete Burgbrunnen wiederentdeckt, der 176 m tief in den Fels getrieben wurde und zu den tiefsten Brunnen auf mittelalterlichen Burganlagen in Mitteleuropa gehört. Die Brunnenröhre hat einen Durchmesser von knapp über zwei Meter. Er wird durch Sickerwasser und nicht, wie zuweilen noch zu lesen, durch Grundwasser gespeist. Der Ablauf über eine Felsspalte hält den Wasserstand konstant auf neun Meter. Er wurde in der Zeit von 1934 bis 1938 bei den archäologischen Ausgrabungen von Schutt und Unrat gereinigt. Wann der Brunnen angelegt wurde, kann nicht sicher bestimmt werden, doch ist von einer Entstehung erst in der letzten Ausbauphase der Burg auszugehen. Zuweilen wird jedoch auch eine Bauzeit von 1140 bis 1180 angenommen, die mit der Bedeutung der Burg zu dieser Zeit begründet wird, aber bislang ohne Vergleich bleibt und damit eher unwahrscheinlich scheint.
Der Brunnen ist heute beleuchtet. Um die enorme Tiefe zu demonstrieren, kippte in der Vergangenheit ein oben angebrachter Becher, der langsam mit Wasser gefüllt wurde, im Minutentakt um und ergoss sich in den Brunnen. Etwa 7 Sekunden später war das Auftreffen des Wassers auf den Wasserspiegel in der Tiefe durch die sich ändernden Lichtreflexe zu beobachten. Jetzt können zuvor aus einem Automaten erworbene Steine aus dem örtlich anstehenden Sandstein hineingeworfen werden. Ein Korb unterhalb des Wasserspiegels fängt die Steine auf und ermöglicht ihre Bergung zurück ans Tageslicht. Jährlich finden zwei bis drei Befahrungen des Schachtes mit einem Korb statt, der zur Begutachtung des Zustandes des Schachtes und zur Bergung der aufgefangenen Steine (und Geldstücke) dient.

### Mittelburg
Von der bereits im späten Mittelalter und in der frühen Neuzeit durch einen Steinbruch für Mühlsteine zerstörten Mittelburg sind nur Reste des ehemaligen Mauerwerks erhalten. Hierzu gehören Teile eines rechteckigen und eines runden Turms. Aussagen zu Alter, Bauablauf und Funktion sind daher kaum noch möglich.
Heute stellt sie sich als eine romantische, wildzerklüftete Felsschlucht dar, die schon 1776 Goethe faszinierte. Durch den Steinbruch ebenfalls freigelegt wurden Einschlüsse von verkieseltem (versteinertem) Holz. Einige dieser 300 Millionen Jahre alten Stammstücke sind auch vor dem Burgmuseum zu finden.

### Unterburg

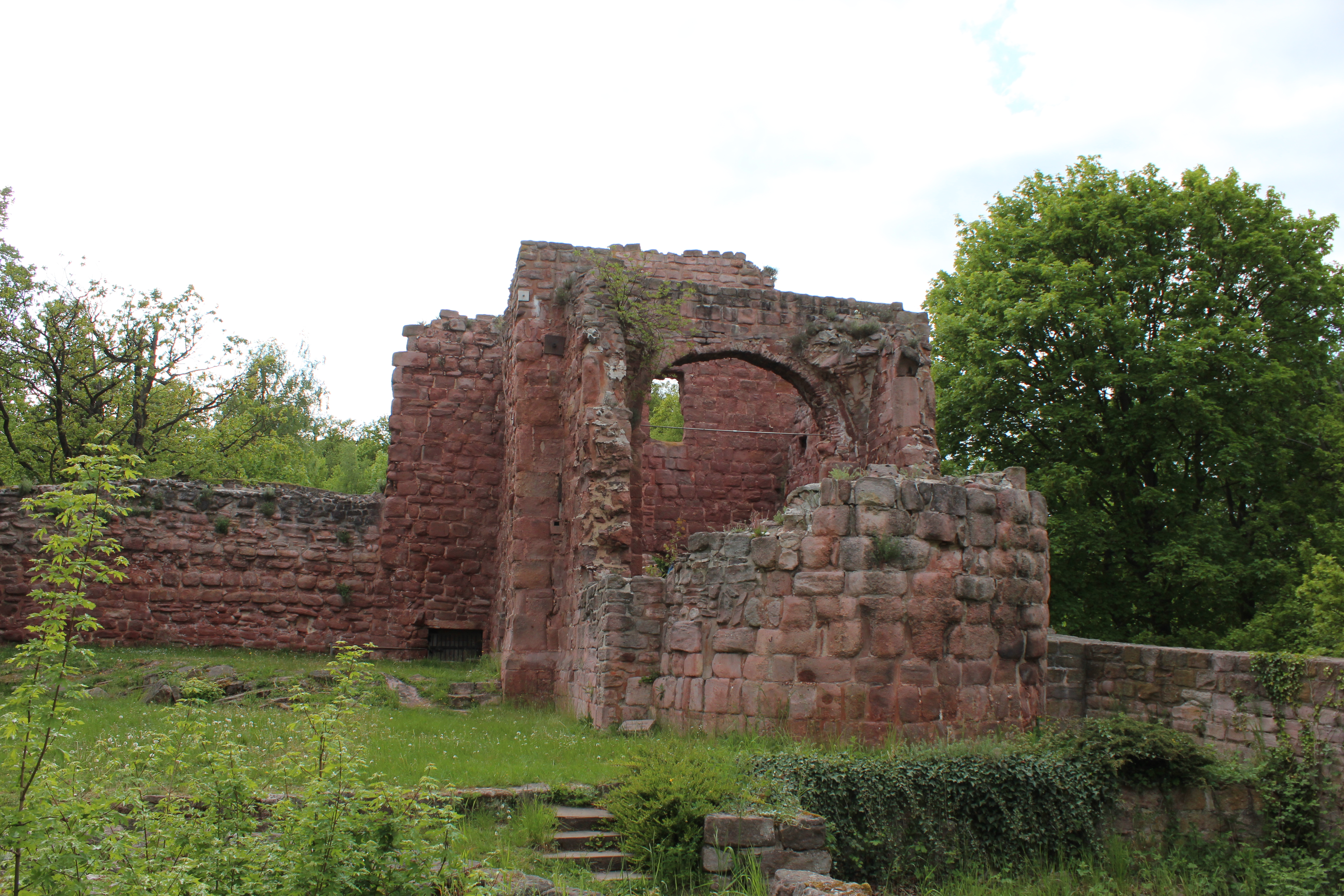
Burgkapelle der Unterburg

Am besten erhalten ist die erst in den 1930er Jahren wieder freigelegte und zum Teil neu aufgemauerte Unterburg mit einer nahezu geschlossenen und bis in eine Höhe von 10 m erhaltenen Ringmauer und einem weiteren einfachen Kammertor mit gut erhaltenen Torwangen. In der Unterburg sind Mauer- und Fundamentreste von Wohn- und Wirtschaftsgebäuden aus verschiedenen Bauphasen der Burg freigelegt. In dem durch eine Quermauer abgetrennten westlichen Teil steht der Stumpf des Bergfrieds mit 11 m Durchmesser. Im hinteren Teil hat sich neben der im 15. Jahrhundert erneuerten Kapelle ein zweiter Turm (Wohnturm?) erhoben.
Da ein mächtiger Brandhorizont, der in nahezu der gesamten Unterburg bei den Freilegungen angetroffen wurde, mit den Zerstörungen im Jahr 1118 in Zusammenhang zu bringen ist, muss sie zu dieser Zeit bereits bestanden haben. Sie dürfte jedoch nicht wesentlich vor dem 12. Jahrhundert gegründet worden sein.